# Cataetyx laticeps
Cataetyx laticeps är en fiskart som beskrevs av Koefoed 1927. Cataetyx laticeps ingår i släktet Cataetyx och familjen Bythitidae. Inga underarter finns listade i Catalogue of Life.